# Sechspunktiger Sandlaufkäfer

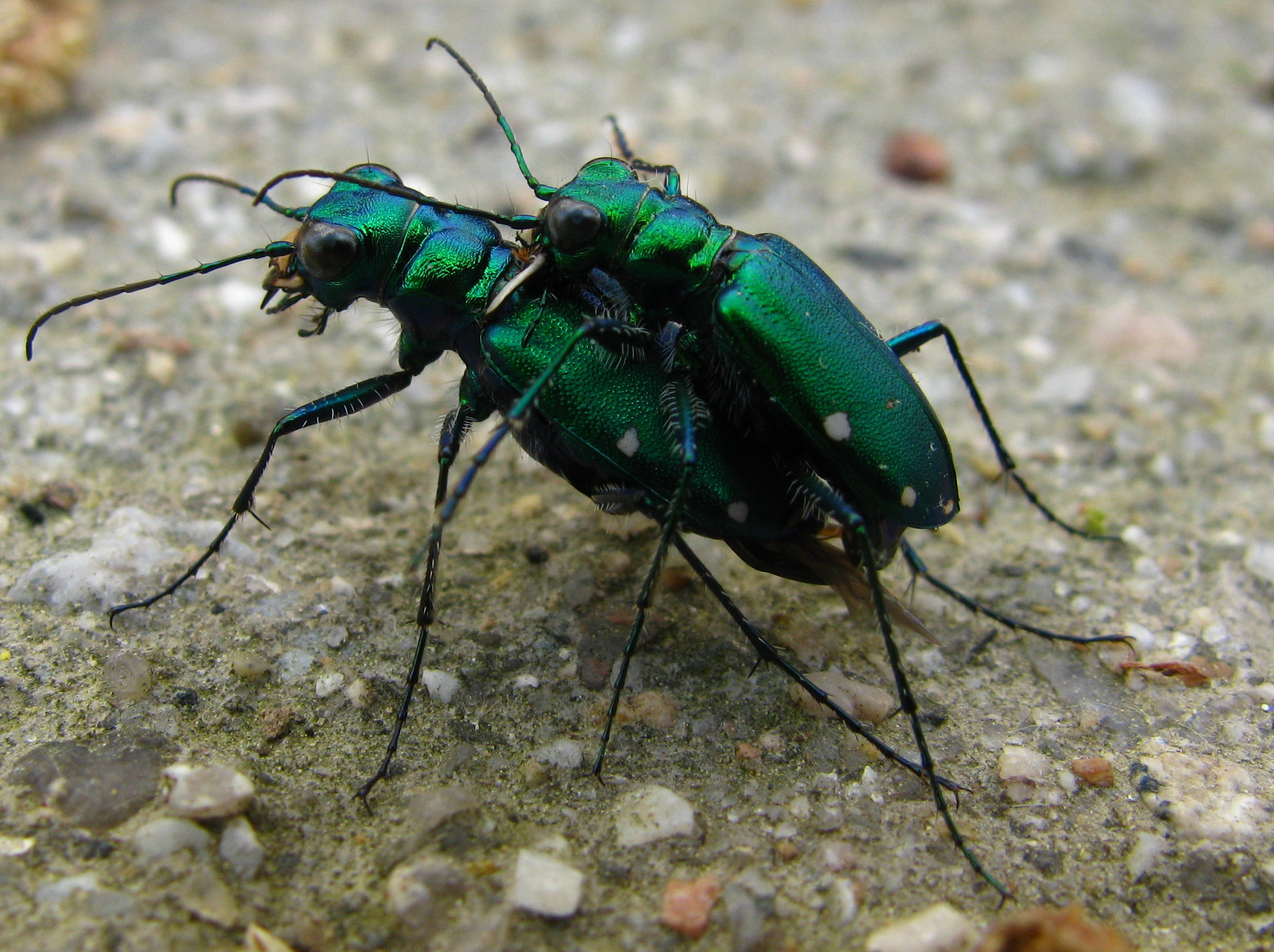
Paarung

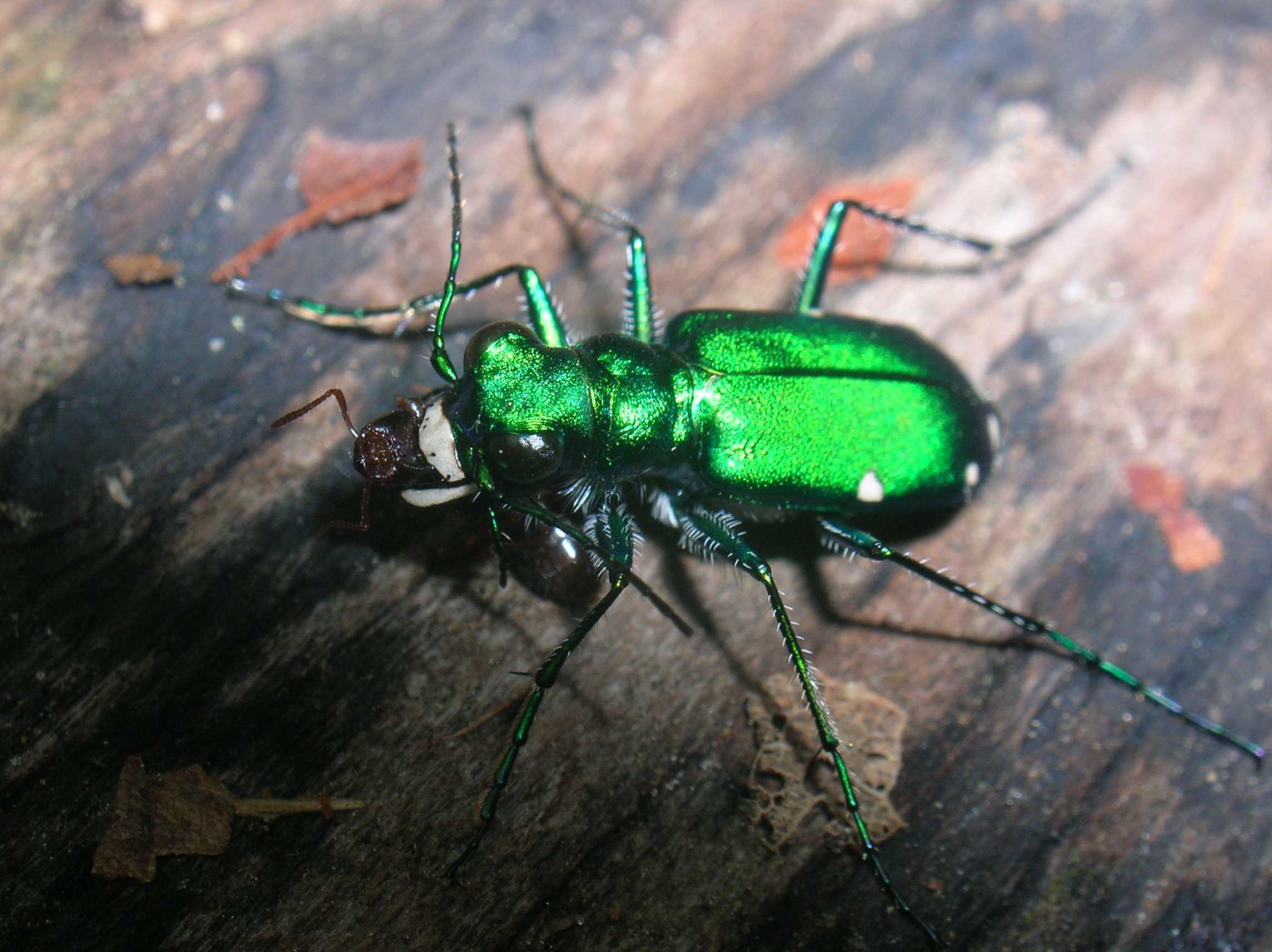
Sechspunktiger Sandlaufkäfer mit Beute

Der Sechspunktige Sandlaufkäfer (Cicindela sexguttata) ist ein Käfer aus der Unterfamilie der Sandlaufkäfer (Cicindelinae). Er ist in Nordamerika häufig.

## Merkmale

### Käfer
Die Käfer erreichen eine Körperlänge von 12 bis 14 Millimetern. Sie sind leuchtend metallisch grün bis blaugrün. Der Farbton hängt auch vom Blickwinkel des Betrachters oder Fotografen ab. Namensgebend für diesen Sandlaufkäfer sind sechs kleine weiße Punkte auf dem hinteren Außenrand der Deckflügel. Gelegentlich haben Exemplare weniger Punkte auf den Flügeldecken oder die Punkte fehlen ganz. In den Staaten des Mittleren Westens der USA gibt es eine blau-violett schillernde Varietät (Biologie) ohne Punktzeichnung. Kein anderer Sandlaufkäfer sieht dieser Art ähnlich.
Auffällig sind an der Vorderseite des Kopfes die weißen Mandibeln, die scherenförmig übereinander greifen, und die großen halbkugelförmigen Facettenaugen. Beide Merkmale zeichnen diesen Käfer als Räuber aus, der oft in der Sonne auf der Lauer liegt und auf Beute wartet.

### Larve
Das dritte Larvenstadium ist 20 bis 24 Millimeter lang. Auf dem Kopf und dem Halsschild haben diese Larven hellbraune Haare, während jene der Larven ähnlicher Arten weiß sind. Der Halsschild ist noch nicht metallisch glänzend und hat auch keine farbige Zeichnung wie das der Larve von Cicindela formosa generosa.

## Vorkommen
Ihr Verbreitungsgebiet sind die sommergrünen Laubwälder in Südostkanada und den östlichen Vereinigten Staaten. In Kanada reicht es vom Westufer des Lake Winnipeg über das südliche Ontario und den Süden Québecs bis Nova Scotia im Osten. In den USA ist der Sechspunktige Sandlaufkäfer in allen Staaten zwischen den Neuenglandstaaten und North Dakota im Norden sowie Florida und Texas im Süden beheimatet. Man findet ihn auf Feldwegen und Rasenflächen. Im Gegensatz zu anderen Sandlaufkäfern, die auf sonnigen offenen Flächen wie Sandgruben zu finden sind, liebt er den Schatten.

## Lebensweise
Der Entwicklungszyklus dieses Sandlaufkäfers beträgt rund zwei Jahre. Das Weibchen legt die Eier im Juni oder im frühen Juli in sandige oder tonige Erde, die, im Gegensatz zu den von anderen Sandlaufkäfern bevorzugten Lebensräumen, von Laub bedeckt ist und einen großen Humusanteil haben kann. Die Larven schlüpfen und erreichen das dritte Larvenstadium im Herbst. Dann überwintern sie und verpuppen sich erst im Juli des folgenden Jahres. Die Metamorphose wird im August abgeschlossen. Danach überwintern die Käfer meist gleich in der Erde, wo sie sich verpuppt haben. Nur im Süden ihres Verbreitungsgebietes sind sie noch im Spätsommer des gleichen Jahres zu sehen, meist zeigen sie sich erst im nächsten Frühjahr auf offenen Waldlichtungen und Holzschlägen. Erst danach erreichen sie die Geschlechtsreife. Sie können bis zu fünf Jahre alt werden und überwintern unter Rindenstücken oder Laub. 
Diese Sandlaufkäfer ernähren sich von Insekten. Dazu sitzen sie an einer warmen Stelle auf einem Stück Totholz oder einem Stein. Auch das Herannahen eines größeren Lebewesens bemerken sie schon aus einiger Entfernung. Sie ergreifen die Flucht und laufen oder fliegen schnell einige Meter bis zu einem Versteck.

## Systematik und Taxonomie
Der Sechspunktige Sandlaufkäfer wurde 1775 von Johann Christian Fabricius unter dem Namen Cicindela sex guttata in seinem Werk Systema insectorum erstmals beschrieben. Die Laufkäfergattung Cicindela war bereits seit 1758 in Carl von Linnés Systema naturae verzeichnet gewesen.